# Маланже Спорт Клубе
Маланже Спорт Клубе або просто СК Маланже (порт. Malanje Sport Clube) — професіональний ангольський футбольний клуб з міста Маланже, столиці однойменної провінції.

## Історія клубу
Команду було засновано 1 жовтня 2008 року. Донедавна клуб виступав у Жира Анголі Серія B, але у 2015 році у зв'язку з фінансовими труднощами знявся з розіграшу чемпіонату.

## Досягнення
- Чемпіонат провінції Маланже з футболу
  -  Чемпіон (1): 2015[2]

- Жира Ангола (Серія C)
  -  Срібний призер (1): 2014

## Статистика виступів у національних чемпіонатах
| 2014 ГА C | 2015 ГА B |
|           |           |
| 2-ге      |           |
|           |           |
|           |           |
|           |           |
|           |           |

Примітка: ГА B = Другий дивізіон Чемпіонату Анголи з футболу (другий дивізіон) Серія B

## Відомі тренери
| Мануел да Кошта Нелінью | (2013) | - |  |
| Мануел Мартінш Була     | (2014) | - |  |